# Les Costes-Gozon
Les Costes-Gozon es una comuna francesa situada en el departamento de Aveyron, en la región de Occitania.

## Demografía
| 313 | 297 | 282 | 257 | 207 | 174 | 185 |
| Para los censos de 1962 a 1999 la población legal corresponde a la población sin duplicidades (Fuente: INSEE [Consultar]) |     |     |     |     |     |     |